# 勒熱夫
56°15′N 34°19′E / 56.250°N 34.317°E
勒熱夫（俄語：Ржев，羅馬化：Rzhev，發音：[rʐɛf]）是俄羅斯特維爾州的城市，位於该州南部邊緣，臨伏爾加河。2002年人口63,729人。與托羅佩茨正爭奪州中最古老城市的名銜。1942年因納粹入侵而大受破壞，1942年至1943年间的勒热夫战役即在此处进行。

## 友好城市
- 德国居特斯洛
- 瑞典卡特琳娜霍尔姆
- 波蘭萊吉奧諾沃
- 芬兰萨洛
- 保加利亚錫利斯特拉
- 白俄羅斯斯盧茨克